# Aston Martin DBR5
Az Aston Martin DBR egy Formula–1-es versenyautó, melyet Ted Cutting tervezett az Aston Martin részére, és amellyel az 1960-as Formula–1 világbajnokságban egyetlen futamot futottak.

## Áttekintés
Az előző évben használt DBR4 kudarca után a cél az volt, hogy az autó legyen könnyebb és kisebb. Lényegében megegyezett elődjével, ezen apró változtatások, a motor teljesítményének a javítása, és a vadonatúj felfüggesztés a versenyképesség növelése érdekében születtek.
Mégis csak egyetlen futamon vetették be. Az orrmotoros DBR5 ugyanis egyértelmű hátrányban volt az akkoriban egyre jobban erősödő farmotorosokkal szemben. Ezért a rosszul sikerült brit nagydíj után a csapat visszalépett a Formula–1-es szerepléstől, közel hatvan évre.
A DBR5-ösből egyetlen példány sem maradt fenn, miután a kudarcos szereplést követően mindkettőt bezúzták.

## Eredmények
| Év   | Csapat                  | Motor                        | Gumik | Pilóták             | 1   | 2   | 3   | 4   | 5   | 6   | 7   | 8   | 9   | 10  | Pontok | Helyezés |
| ---- | ----------------------- | ---------------------------- | ----- | ------------------- | --- | --- | --- | --- | --- | --- | --- | --- | --- | --- | ------ | -------- |
| 1960 | David Brown Corporation | Aston Martin DOHC straight-6 | D     |                     | ARG | MON | 500 | NED | BEL | FRA | GBR | POR | ITA | USA | 0      | -        |
| 1960 | David Brown Corporation | Aston Martin DOHC straight-6 | D     | Roy Salvadori       |     |     |     |     |     |     | KI  |     |     |     | 0      | -        |
| 1960 | David Brown Corporation | Aston Martin DOHC straight-6 | D     | Maurice Trintignant |     |     |     |     |     |     | 11  |     |     |     | 0      | -        |

## Fordítás
- Ez a szócikk részben vagy egészben  az   Aston Martin DBR5 című angol Wikipédia-szócikk ezen változatának fordításán alapul.  Az eredeti cikk szerkesztőit annak laptörténete sorolja fel. Ez a jelzés csupán a megfogalmazás eredetét és a szerzői jogokat jelzi, nem szolgál a cikkben szereplő információk forrásmegjelöléseként.